# Kruikenstad

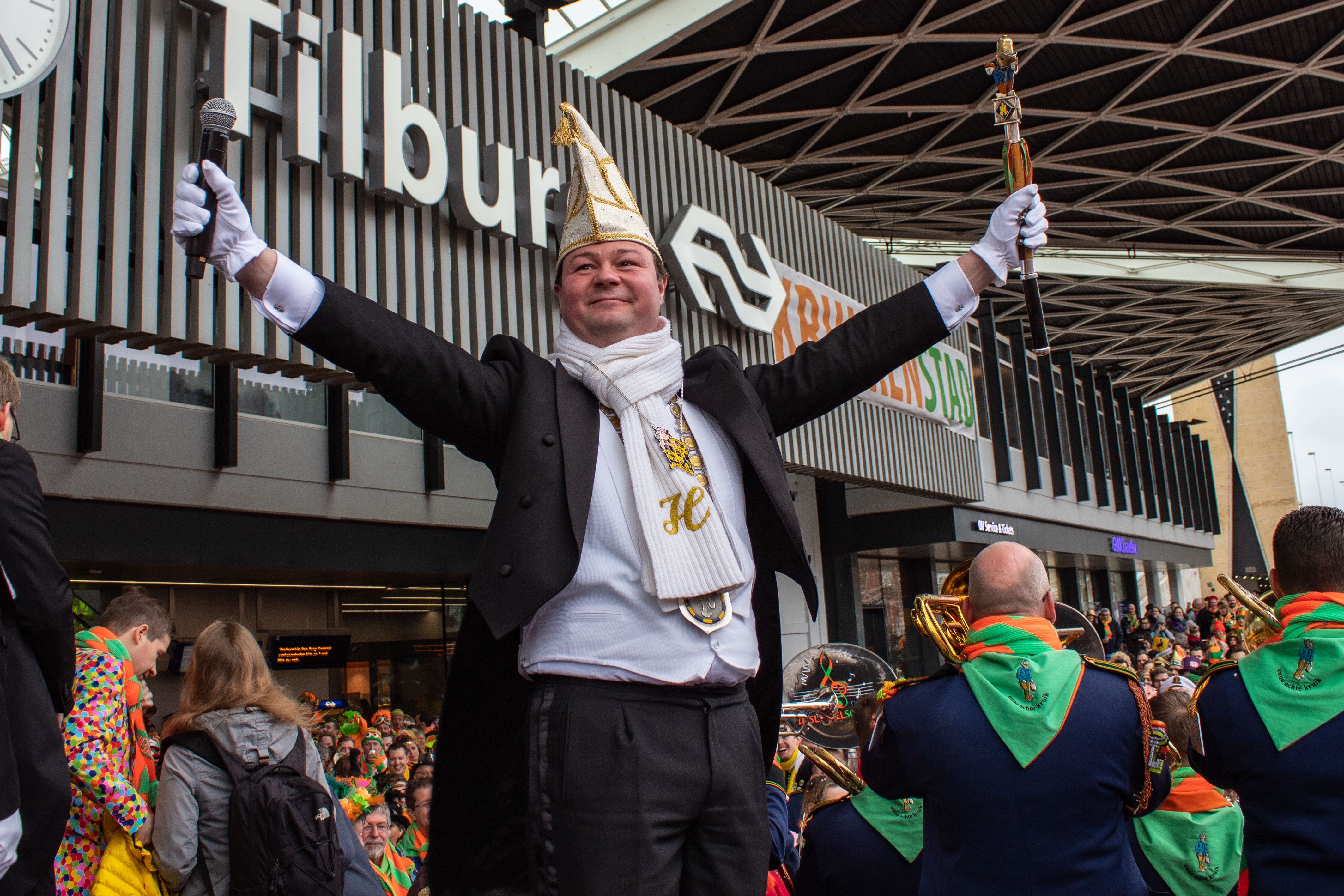
De Prins van Kruikenstad in 2019

Kruikenstad is de carnavalsnaam van Tilburg, die voortkomt uit de bijnaam van de inwoners. Deze naam kregen ze als bijnaam vanuit de omliggende steden en dorpen. Tijdens carnaval noemen de Tilburgers zichzelf ook Kruikenzeikers of Kruiken/Kruikinnen.

## De geschiedenis van het carnaval in Tilburg
Het Tilburgse carnaval heeft een eigen verleden en een zeer karakteristieke historie, vergeleken met andere carnavalssteden. De geschiedenis ervan kent een zeer grillig verloop. Het feest dat in Tilburg, evenals elders op het platteland, reeds lang gevierd werd heette geen carnaval, maar vastenavond. In 1857 leidde pater Bernard Hafkenscheid het veertigurengebed in de dagen voor de vastentijd. Het gebed werd echter verstoord door luidruchtige carnavalsvierders buiten de kerk. Dit incident was de aanleiding voor de Kerk voor tegenmaatregelen. Vanaf die tijd was het gedaan met de viering van het openbare carnaval in Tilburg. Het werd dan ook in besloten kring gevierd. Het zou nog tot 1965 duren, voordat Tilburg toestemming gaf voor het houden van de eerste officiële openbare carnavalsoptocht.
De openbare carnavalsevenementen in Kruikenstad worden georganiseerd door de Carnavalsstichting Tilburg. De kleuren van carnaval in Kruikenstad zijn groen en oranje.
In 2021 werden alle activiteiten geschrapt door de coronacrisis. In 2022 vonden versoepelingen plaats vlak voor het losbarsten van carnaval, waardoor weer meer mogelijk was. Door de korte aanloop vonden echter geen grote georganiseerde evenementen zoals de optocht plaats. Deze zal ingehaald worden met halfvasten op 27 maart 2022.

## Evenementen
Carnaval wordt voor een groot deel gevierd in kroegen en bij feesten die worden georganiseerd door carnavalsverenigingen. Daarnaast wordt door de Carnavalsstichting een aantal evenementen georganiseerd die samen het 'openbaar Carnaval' worden genoemd. De evenementen van het openbaar Carnaval worden in de regel georganiseerd op het Stadsforum (tot en met 2024 op het Heuvelplein).
Het Carnavalsseizoen wordt geopend op 11 november. Tussen 11 november en Carnaval worden jaarlijks de volgende officiële evenementen georganiseerd:
- 'D’n Elfde van d’n Elfde': op 11 november wordt het carnavalsseizoen geopend. De nieuwe Prins van Kruikenstad en zijn gevolg worden bekendgemaakt.
- 'Zumme Zingen': een jaarlijks liedjesfestival in 013 waarin Tilburgse verenigingen en acts nieuwe muziek presenteren en opvoeren. Het winnende nummer wordt een jaar lang door Hofkapel de Sleutelsollers gespeeld bij binnenkomst van de Prins van Kruikenstad tijdens alle officiële bezoeken. Traditioneel winnen alle andere inzendingen de 2e prijs ('twidde prèès).
- 'Prinsenbal': de Prins van Kruikenstad geeft een receptie in 013 en reikt traditioneel zijn hoogste onderscheidingen uit: de bronzen, zilveren of gouden leden van de Orde der Kruiken. Deze bijzondere eer is voorbehouden aan enkele Kruiken en Kruikinnen per jaar, die zich hebben onderscheiden in hun bijdragen aan het openbaar Carnaval van Kruikenstad.
- 'Proefblaoze': op de laatste zaterdag voor Carnaval trekken tientallen carnavalsorkesten door Tilburg om zichzelf en het publiek op te warmen voor Carnaval.

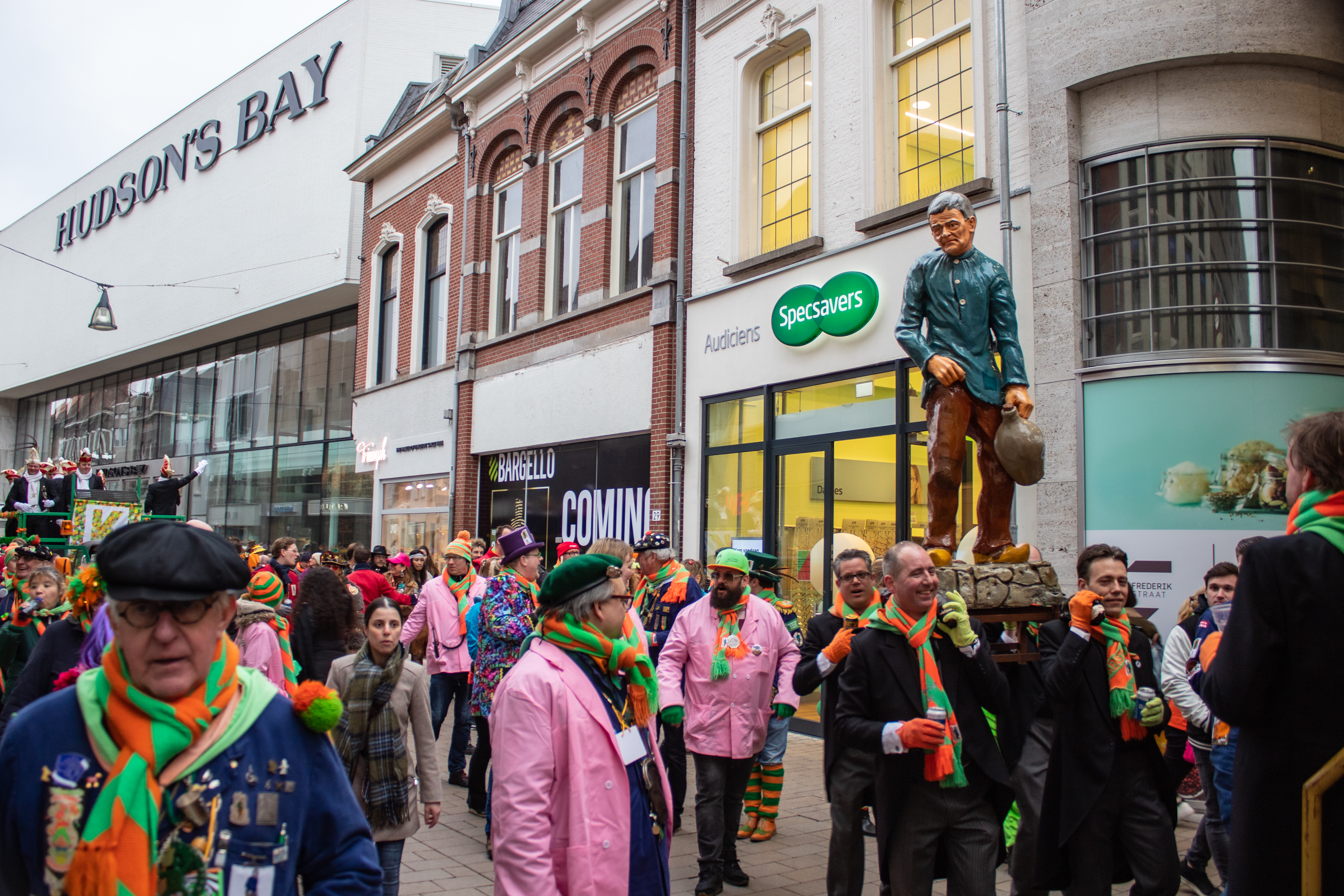
D’n Inhaol in 2019

Het openbaar Carnaval in Kruikenstad duurt van zaterdag tot en met dinsdag. Vaste onderdelen van die dagen zijn:
- Zaterdag: 'D'n Inhaol'. De Prins arriveert om 13:11 uur met zijn gevolg per trein op het NS Station Tilburg. De Prins reist vervolgens naar het centrum van Kruikenstad waar hij wordt ontvangen door de burgemeester van Tilburg die hem de sleutel van de stal overhandigt. Een grote Kruikezeiker wordt op schouders voor de Prins uit gedragen en verschijnt vanaf d'n inhaol op een sokkel op het Stadsforum. Na d'n ophaol kunnen alle Kruiken en Kruikinnen de Prins en zijn gevolg persoonlijk begroeten tijdens het 'Haandeschudde'.
- Zondag: 'D'n Opstoet'. De optocht van Kruikenstad bestaat uit praalwagens en loopgroepen.
- Maandagmiddag: de 'Kruikenviering'. De Kruikenviering is een bijzondere dienst in de St. Jozefkerk op de Heuvel.
- Maandagavond: 'Kruikenstad in Koor'. Een mezingavond waarbij een groot orkest klassieke en nieuwe carnavalsmuziek opvoert.
- Dinsdagmiddag: de 'Kènderstoet'. Dit is een speciale optocht voor kinderen.
- Dinsdagavond: 'Et Sebiet'. Op de laatste avond van Carnaval wordt het openbaar Carnaval afgesloten wanneer de Prins de sleutel van de stad teruggeeft aan de burgemeester en de Kruikezeiker om 23:11 uur terug in zijn sokkel zakt. Onderdeel van et sebiet is de onthulling van het motto van het volgende Carnavalsseizoen.

De Prins en zijn gevolg zijn aanwezig bij alle evenementen van het openbare Carnaval. Zij worden in de regel aan het begin het evenement ontvangen. Verder worden evenementen doorgaans geopend met het volkslied van Tilburg.

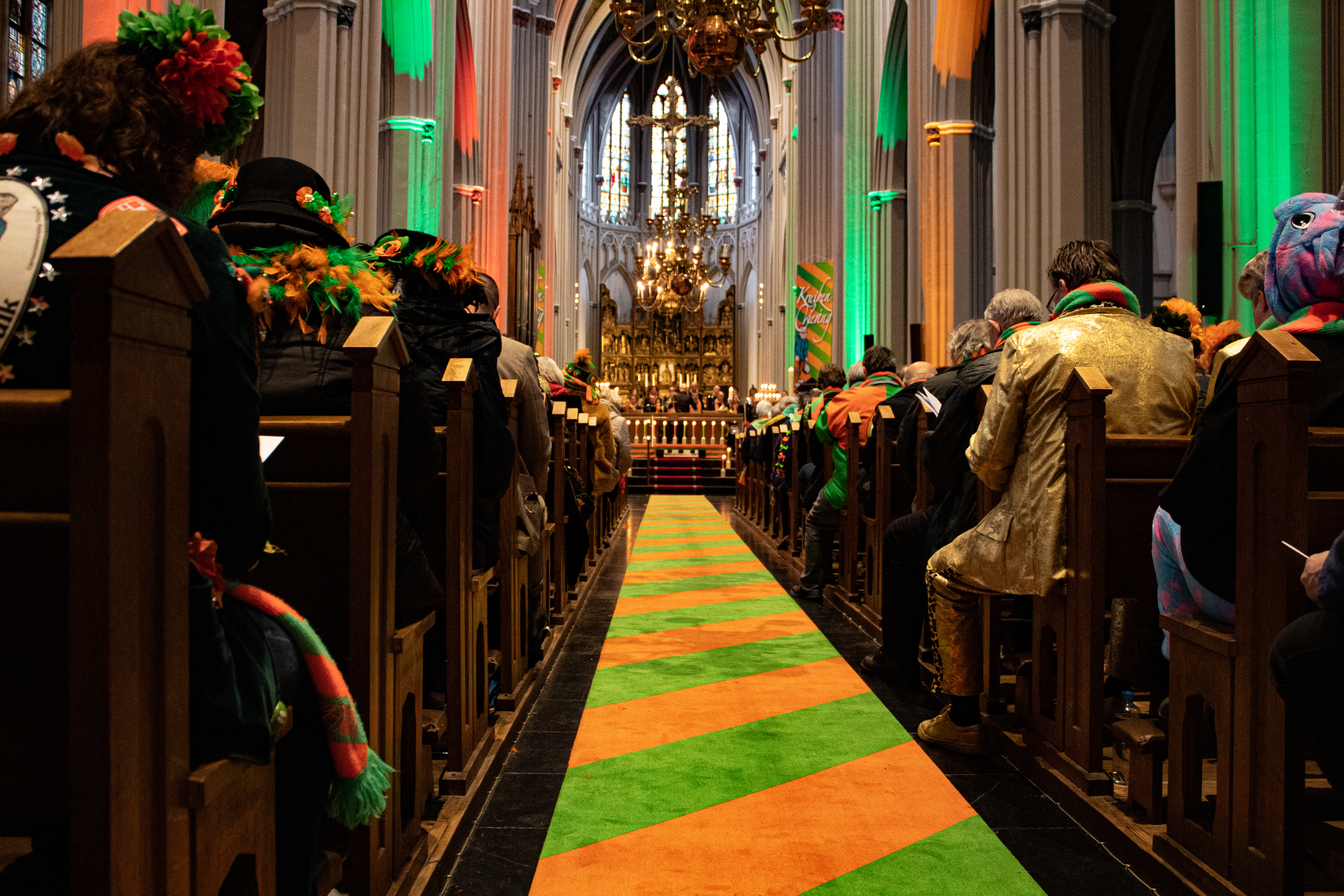
De Kruikenviering in de Heuvelse kerk in Tilburg